# Rudi Warmuth

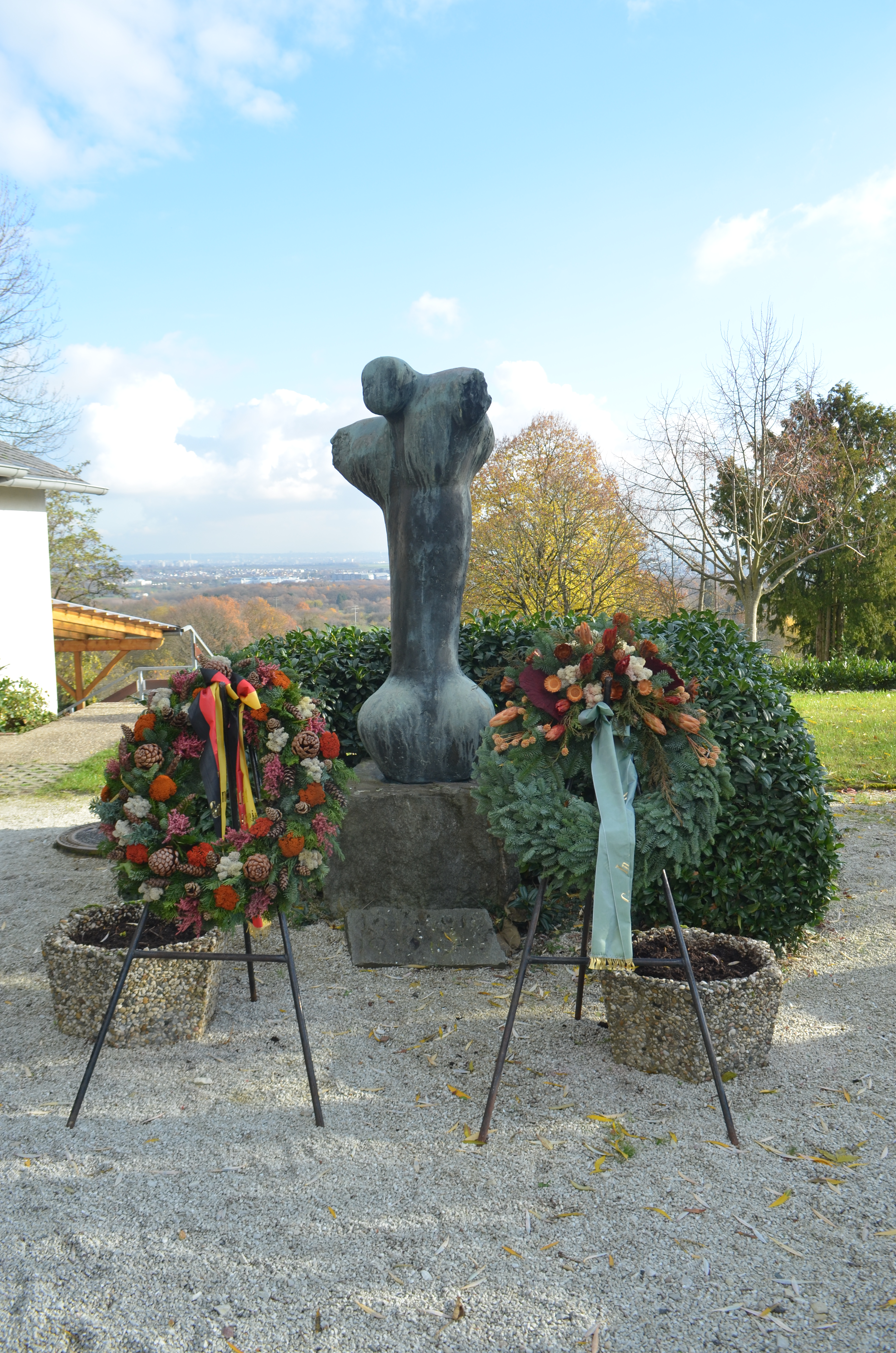
Ehrenmal für Kriegsopfer auf dem Friedhof von Mammolshain

Rudi Warmuth (* 10. Juli 1931 in Frankfurt a. M.; † 28. März 2015 ebenda) war ein deutscher Bildhauer.

## Leben
Rudi Warmuth entstammt einer Bildhauerfamilie. 1952 machte er das Abitur am Liebiggymnasium in Frankfurt-Bockenheim. Von 1952 bis 1956 studierte er an der Städelschule bei Hans Mettel, ab 1956 war er Meisterschüler und Stipendiat der Studienstiftung des Deutschen Volkes. 
Schon in dieser Zeit führte er erste öffentliche Aufträge aus. 1958 reiste er mit einem Stipendium des Deutschen Akademischen Austauschdienstes für ein halbes Jahr nach Rom, wo er in der Villa Massimo wohnte. Im selben Jahr war er mit einem Werk auf der Weltausstellung in Brüssel vertreten. Von 1970 bis 1978 war Warmuth Kunsterzieher in Mühlheim bei Offenbach. 1978 zog er nach Spanien in die Nähe von Almeria.
Sein Werk – ausgeführt in Terrakotta, Bronze und Stein – lässt Anregungen von Henry Moore erkennen.

## Werke
- Mahnmal, 1958 (Haarheim)
- Kriegerdenkmal, 1959 (Heddernheim, Gartenamt)
- Mahnmal 1. und 2. Weltkrieg, 1960 (Heddernheim)
- Mahnmal 1. und 2. Weltkrieg, 1961 (Mammolsheim, Friedhof)
- Reliefplastik, 1963 (Niederrad, Katholische Kirche Gemeindehaus)
- Fassadenrelief, 1963 (Niederrad, Leihbücherei)
- Brunnen für Volker von Alzey, 1965 (Alzey)
- Beton-Wand, 1968/69 (Darmstadt, Evangelisches Zentrum an der Rückseite des Hauptbahnhofs)